# هاکوین اکاکو
هاکوین اکاکو  (白隠 慧鶴, ۱۹ ژانویه ۱۶۸۶–۱۸ ژانویه ۱۷۶۹)، یکی از تأثیرگذارترین چهره‌های بودیسم ذن ژاپن بود. او به‌عنوان احیاگر مکتب رینزای از یک دوره رکود رو به زوال، با تمرکز بر روش‌های آموزشی سخت‌گیرانه که مدیتیشن و تمرین کوآن را ادغام می‌کند، شناخته می‌شود.

## زندگی‌نامه

### سال‌های اول
هاکوین در سال ۱۶۸۶، در روستای کوچک هارا، در دامنه کوه فوجی به‌دنیا آمد. مادرش یک بودایی نیچیرن بود، و احتمالاً تقوای او تأثیر عمده‌ای در تصمیم هاکوین برای تبدیل شدن به یک راهب بودایی داشته‌است. در کودکی، در سخنرانی یک راهب نیچیرن، با موضوع هشت جهنم داغ شرکت کرد. این موضوع عمیقاً هاکوین جوان را تحت تأثیر قرار داد و او ترس شدیدی از جهنم پیدا کرد، و به‌دنبال راهی برای فرار از آن بود. او در نهایت به این نتیجه رسید که لازم است راهب شود.

## مرگ

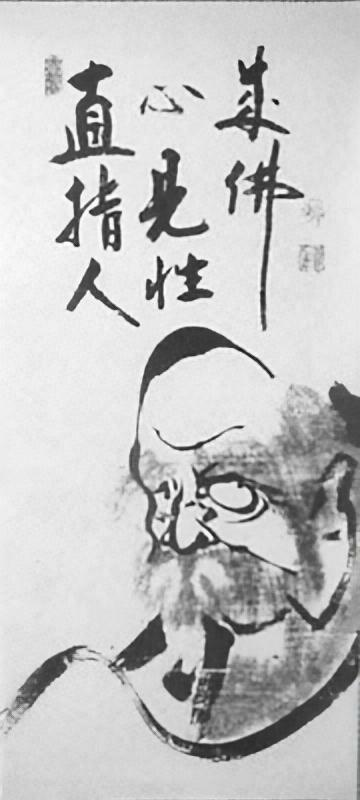
خوشنویسی طوماری توسط هاکوین اکاکو (بودهارما را به تصویر می‌کشد). عنوان: جیکیشی نیشین، کنشو جابوتسو: «اشاره مستقیم به ذهن انسان، دیدن طبیعت و بودا شدن».

هاکوین در سن ۸۳ سالگی در هارا، همان روستایی که در آن متولد شده بود و به مرکز آموزش ذن تبدیل شده بود، درگذشت.
او به‌عنوان جیسی (شعر مرگ) نوشته بود:
若い衆や死ぬがいやなら今死にや

一たび死ねばもう死なぬぞや

Wakaishu ya

shinu ga iya nara

ima shiniyare

hito-tabi shineba

mō shinanu zo ya

ای قوم جوان

اگر از مرگ می‌ترسی،

حالا بمیر!

یک بار بمیر

دیگر نخواهی مرد

Oh young folk —

if you fear death,

die now!

Having died once

you won't die again.

## آموزه‌ها

### تمرین پست‌ساتوری
هاکوین «شفقت عمیق و تعهد برای کمک به همه موجودات ذی‌شعور در همه جا» را بخشی ضروری از مسیر یک بودایی به سوی بیداری می‌دانست. او بر نیاز به «آموزش پست‌ساتوری»، برای پاک‌سازی ذهن از تمایلات کارمایی و
چهارچرخ عهد جهانی را به جلو می‌برید، با خود متعهد می‌شوید که از همه موجودات ذی‌شعور بهره ببرید و نجات دهید، در حالی که در هر دقیقه از زندگی‌تان تلاش می‌کنید تا هدایای بزرگ دارما را تمرین کنید.
بینش نیاز به برانگیختن بودیچیتا، بیداری نهایی هاکوین را شکل داد:
آنچه که بیش از هر چیز باید ارزش‌گذاری شود، تمرینی است که پس از دستیابی به ساتوری به‌وجود می‌آید. آن عمل چیست؟ این تمرین است که ذهن روشنگری را در درجه اول و بالاتر از همه قرار می‌دهد.

[در] چهل و یکمین سال زندگی‌ام، [...] سرانجام در دل این موضوع بزرگ نفوذ کردم. ناگهان، به‌طور غیرمنتظره، آن را دیدم - به‌قدری واضح بود که گویی درست همان‌جا در منافذ پوست دست من بود. ذهن روشنگری چیست؟ من متوجه شدم که این یک کار خوب است - سود بردن دیگران با دادن هدیه آموزش دارما به آن‌ها.

### تمرین کوآن
هاکوین عمیقاً معتقد بود که مؤثرترین راه برای دانش‌آموز جهت دستیابی به بینش، مراقبه گسترده در مورد کوآن است. تنها با بررسی بی‌وقفه کوان خود، دانش‌آموز می‌تواند با کوان یکی شود و به روشنگری دست یابد. فشار روانی و تردیدی که هنگام مبارزه با کوان ایجاد می‌شود، به‌معنای ایجاد تنشی است که منجر به بیداری می‌شود. هاکوین این را «شک بزرگ» نامید و نوشت: «در انتهای شک بزرگ، بیداری بزرگ نهفته‌است. اگر کاملاً شک کنید، کاملاً بیدار خواهید شد.»

### چهار راه شناخت
آسانگا، یکی از حامیان اصلی یوگاچارا، ایده چهار راه شناخت را مطرح کرد: کمال عمل، مشاهده دانستن، دانش جهانی و شناخت آینه بزرگ. او این‌ها را به هشت آگاهی مرتبط می‌کند:
1. حواس پنج‌گانه به کمال عمل متصل است،
2. سمجنا (شناخت) با مشاهده دانستن مرتبط است،
3. ماناس (ذهن) با شناخت جهانی مرتبط است،
4. آلایا-ویجنانا به شناخت آینه بزرگ متصل است.

با گذشت زمان، این راه‌های شناخت به آموزه‌های سه کالبد بودا (شاکیه مونی، سامبوگاکایا و نیرومانکایا) نیز متصل شد و با هم «آموزه یوشیکی» را تشکیل دادند.
هاکوین این چهار راه شناخت را به چهار دروازه در مسیر بودایی مربوط می‌کند: دروازه الهام، دروازه تمرین، دروازه بیداری و دروازه نیروانا.
1. دروازه الهام بیداری اولیه است، کنشو، دیدن ماهیت واقعی خود.
2. دروازه تمرین، تطهیر خود با تمرین مداوم است.
3. دروازه بیداری مطالعه استادان باستانی و سوتراهای بودایی برای تعمیق بینش در آموزه‌های بودایی و کسب مهارت‌های مورد نیاز برای کمک به سایر موجودات ذی‌شعور، در مسیر بودایی به سوی بیداری است.
4. دروازه نیروانا «رهایی نهایی» است، «دانستن بدون هیچ‌گونه آلودگی».

### مخالفت با «ذن هیچ کاری نکن»
یکی از نگرانی‌های اصلی هاکوین خطر معلمانی بود که او آن‌ها را «ذن هیچ کاری نکن» می‌خواند، که با رسیدن به تجربه‌ای کوچک از روشنگری، بقیه عمر خود را تلف کردند. به قول خودش، «روز از نو در حالتی از خواب نشسته». شیوه‌های آرام‌گرایانه که صرفاً به دنبال خالی کردن ذهن بودند، یا معلمانی که تعلیم می‌دادند که «تهی بودن» آرام، روشنگری است، اهداف همیشگی هاکوین بودند. در این راستا او به‌ویژه از پیروان ذن استاد بانکی انتقاد می‌کرد. او بر آموزش بی پایان و شدید برای تعمیق بینش روشنگری و جعل توانایی فرد برای تجلی آن در همه فعالیت‌ها تأکید کرد. او از دانش‌آموزانش می‌خواست که هرگز به دستاوردهای سطحی قانع نشوند، و واقعاً معتقد بود که اگر تلاش کنند و با انرژی واقعی به تمرین خود نزدیک شوند، روشنگری برای هر کسی ممکن است.

### آموزه‌ها را بگذار
هاکوین که در طول زندگی استاد ذن بسیار معروف و محبوبی بود، اعتقاد راسخی به رساندن خرد ذن به همه مردم داشت. به لطف تربیتش به‌عنوان یک فرد عادی و سفرهای فراوانش در سراسر کشور، او توانست با جمعیت روستایی ارتباط برقرار کند، و به‌نوعی تبدیل به پدر معنوی مردم مناطق اطراف شوین‌جی شود. او پیشنهاد خدمت در صومعه‌های بزرگ کیوتو را رد کرد و ترجیح داد در شوین‌جی بماند. بیشتر توصیه‌های او به مردم عادی برداشتن یک زندگی اخلاقی با فضیلت متمرکز بود. آموزه‌های اخلاقی او با نشان دادن یک وسعت فکری شگفت‌انگیز، از عناصری از آیین کنفوسیوس، سنت‌های باستانی ژاپن و آموزه‌های سنتی بودایی بهره می‌برد. علی‌رغم عدم تحمل ظاهری شیوه‌های دیگر مکاتب در نوشته‌هایش، او هرگز سعی نکرد که جمعیت روستایی را از رعایت سنت‌های غیر ذن بازدارد.

### خوش‌نویسی

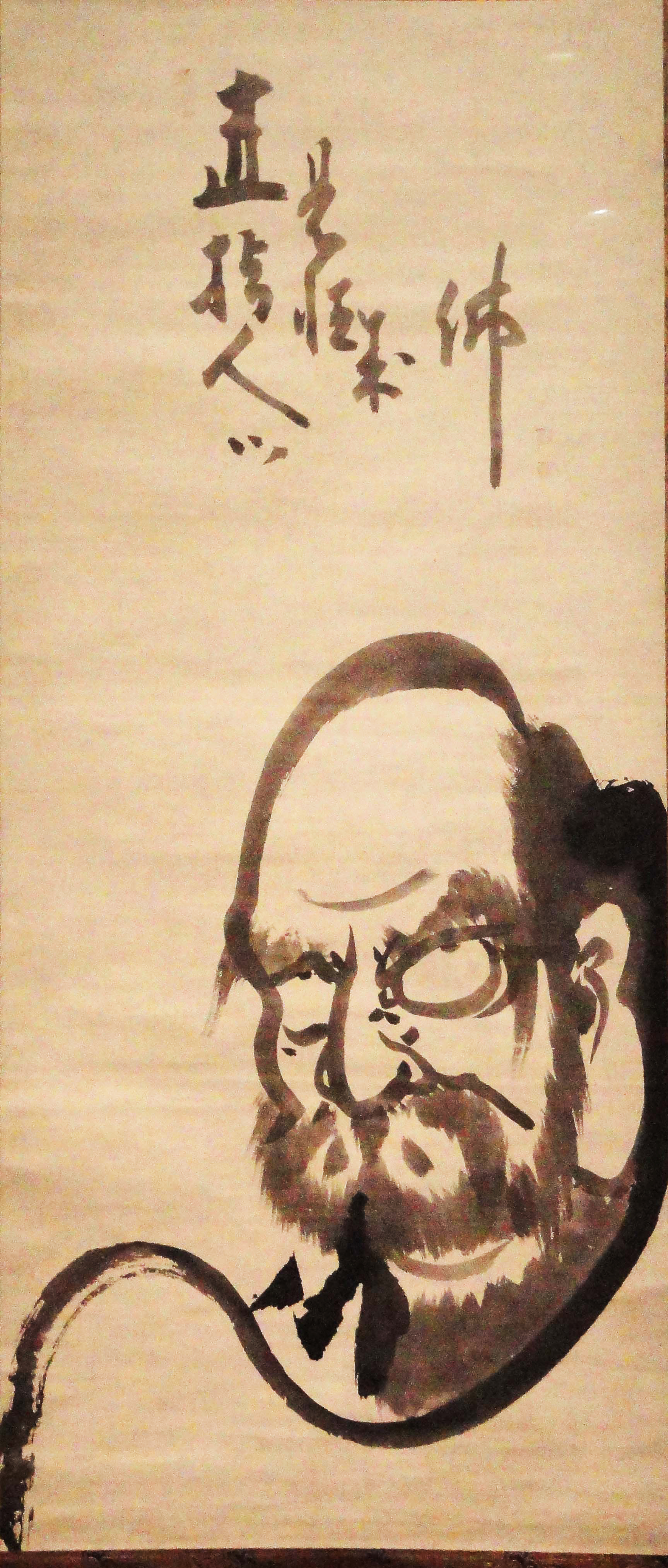
داروما، توسر هاکوین اکاکو

خوشنویسی طوماری توسط هاکوین اکاکو (بودهارما را به تصویر می‌کشد). عنوان: جیکیشی نیشین، کنشو جابوتسو: «اشاره مستقیم به ذهن انسان، دیدن طبیعت و بودا شدن».
بخش مهمی از تمرین هاکوین از ذن، نقاشی و خوشنویسی بود. او نقاشی را در اواخر عمرش، تقریباً در شصت سالگی، به‌طور جدی آغاز کرد، او به‌عنوان یکی از بزرگ‌ترین نقاشان ذن ژاپن شناخته می‌شود. نقاشی‌های او برای تسخیر ارزش‌های ذن، به‌عنوان انواع «خطبه‌های بصری» عمل می‌کردند، که در میان مردم عادی آن زمان که بسیاری از آن‌ها بی‌سواد بودند، بسیار محبوب بود. امروزه نقاشی‌های بودی دارما اثر هاکوین اکاکو در تعداد انگشت‌شماری از موزه‌های برجسته جهان به نمایش گذاشته می‌شوند.

## آثار
هاکوین مجموعه عظیمی از آثار را به جای گذاشته‌است، که در آثار دارما (۱۴ جلد) و آثار کانبون (۴ جلد) تقسیم شده‌است). موارد زیر شناخته‌شده‌ترین آثار که به زبان انگلیسی ویرایش شده‌اند، هستند.
- مجموعه نامه.هاکوین, Zenji (1963), کتری چای با نقش‌برجسته. اوراته گاما و آثار دیگر, لندن: آلن و آنوین.
- یاسن کانا، گفتگوی «بیکار در قایقی شب‌رو»، اثری در مورد تکنیک‌های مدیتیشن برای بهبود سلامت (چی کونگ).

## برای مطالعهٔ بیشتر
- هاکوین, اکاکو (2010), پیچک وحشی: زندگی‌نامه معنوی استاد ذن هاکوین, انتشارات شامبهالا, ISBN 978-1-57062-770-5
- لو, آلبرت (2006), هاکوین در کنشو. چهار راه شناخت, بوستون و لندن: شامبهالا
- یوشیزاوا, کاتسوهیرو (2010), هنر مذهبی استاد ذن هاکوین, انتشارات کنترپوینت
- اسپنس, آلن (2014), قایق شب: رمان ذن, کنون‌گیت, ISBN 978-0-85786-854-1